# 宝血堂

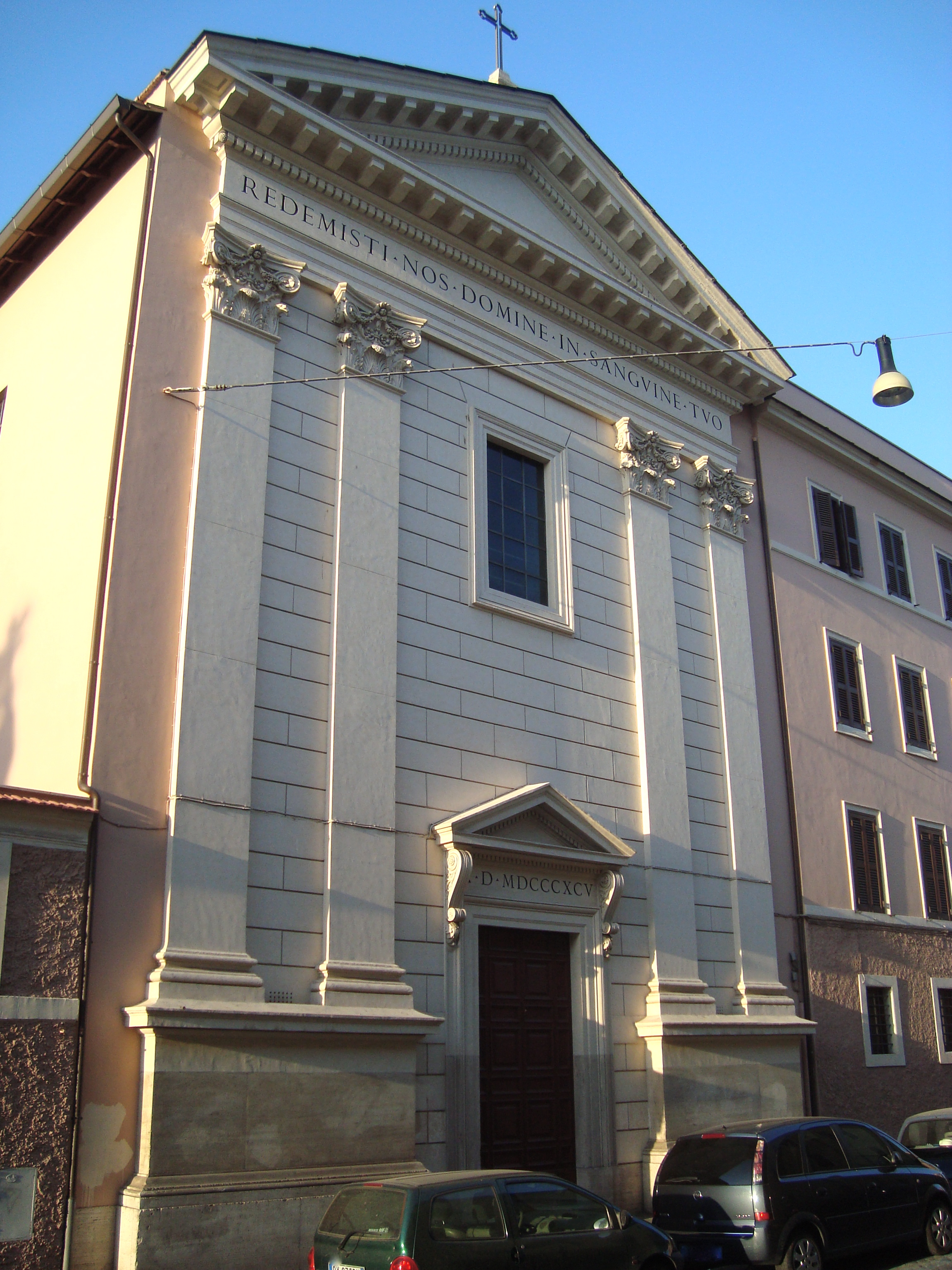
立面

宝血堂（Oratorio del Preziosissimo Sangue）是一座罗马天主教教堂，位于罗马蒙蒂区的拉特朗圣若望街（via di San Giovanni in Laterano）。
该堂建于19世纪。原为贫困女孩收容所，1860年改为老年修女的疗养院和医院。立面上的铭文写道：Redemisti nos Domine in sanguine tuo（“你已被我主的血赎回”）。内部非常简朴，值得注意的是其天花板，并有花窗玻璃用于美化和采光。
二战期间，该堂曾藏匿了136名犹太人，使其免遭屠杀。今天，该堂属于基督宝血修女会（Suore Adoratrici del Sangue di Cristo），附属于圣玛策林及圣伯多禄堂。

## 参考

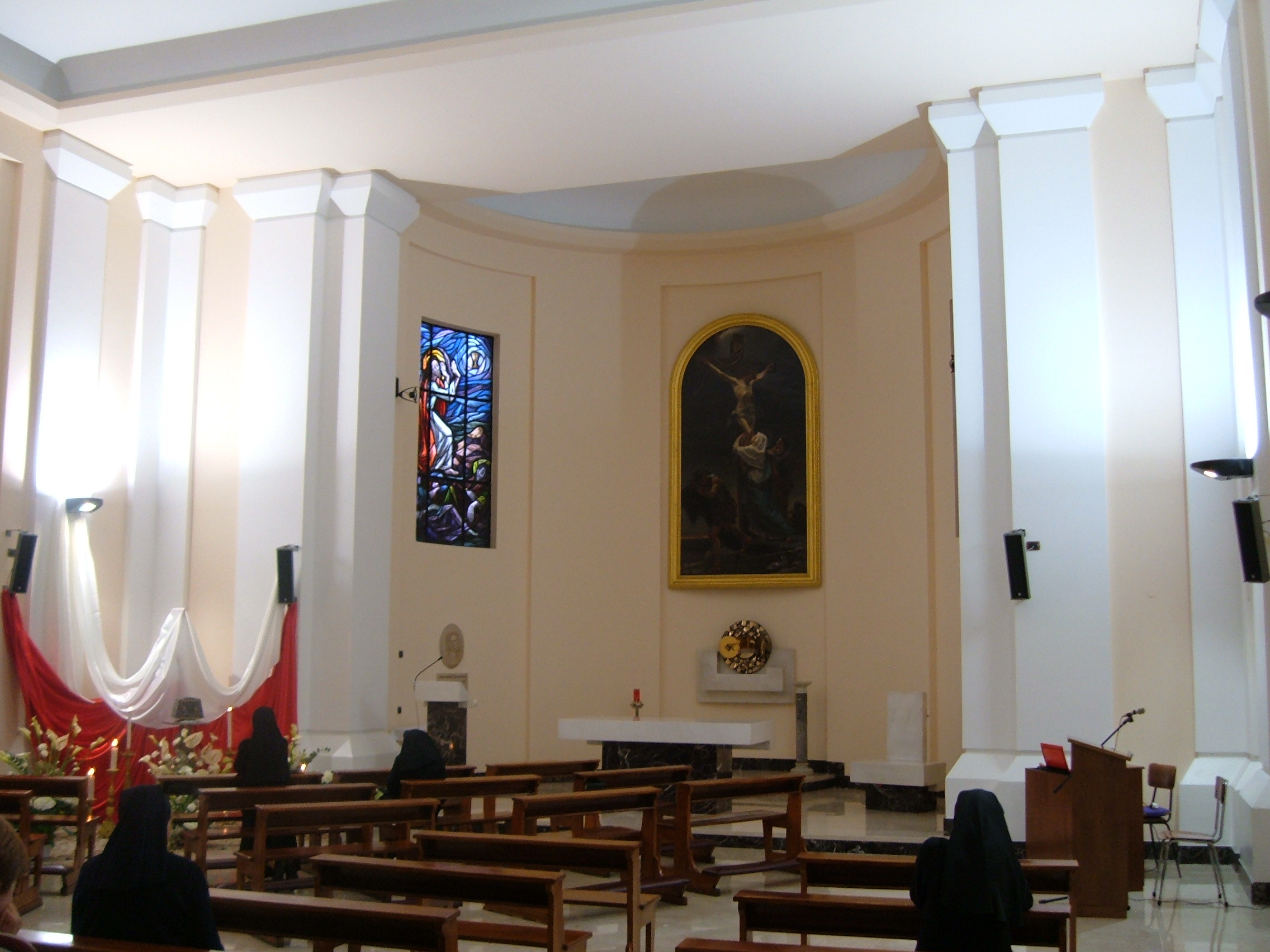
内部